# مكتبة البرلمان الوطني
مكتبة البرلمان الوطني (باليابانية: 国立国会図書館 كوكوريتسو كوكًّاي توشيكان) هي مكتبة عامة تأسست سنة 1948 بهدف تمكين أعضاء البرلمان الياباني من الحصول على المراجع التي يحتاجونها وهي تشبه إلى حد كبير مكتبة الكونغرس. تعتبر مكتبة البرلمان الوطني هي المكتبة الوطنية الوحيدة في اليابان.
الهدف الأول لمكتبة البرلمان الوطني هو مساعدة أعضاء البرلمان لتأدية مهامهم، بالإضافة إلى تقديم الخدمات اللازمة للعاملين في المجال القضائي والدستوري والعاملين في الحكومة اليابانية. على اعتبار أنها المكتبة الوطنية الوحيدة فإن المكتبة تحصل على نسخة من جميع المطبوعات في اليابان وتقوم بحفظها كجزء من التراث الوطني وتقوم بتصنيع قاعدة بيانات للوصول إلى هذه المطبوعات.

## وصلات خارجية
- مكتبة البرلمان الوطني على موقع IMDb (الإنجليزية)
- مكتبة البرلمان الوطني على موقع الموسوعة البريطانية (الإنجليزية)

- الموقع الرسمي لمكتبة البرلمان الياباني الوطنية باللغة الإنكليزية